# Norbert Eschmann
Norbert Eschmann (Besanzón, Francia, 19 de septiembre de 1933-Lausana, Suiza, 13 de mayo de 2009) fue un jugador y entrenador de fútbol francés naturalizado suizo. En su etapa como jugador profesional se desempeñaba como centrocampista. También trabajó como periodista deportivo para 24 heures.

## Fallecimiento
Murió el 13 de mayo de 2009, a la edad de 75 años, tras una larga enfermedad.

## Selección nacional
Pese a haber nacido en Francia, fue internacional con la selección suiza en 15 ocasiones y convirtió 3 goles.

### Participaciones en Copas del Mundo
| Mundial                        | Sede  | Resultado        | Partidos | Goles |
| ------------------------------ | ----- | ---------------- | -------- | ----- |
| Copa Mundial de Fútbol de 1954 | Suiza | Cuartos de final | 0        | 0     |
| Copa Mundial de Fútbol de 1962 | Chile | Fase de grupos   | 2        | 0     |

## Clubes

### Como jugador
| Club                  | País    | Año       |
| --------------------- | ------- | --------- |
| FC Lausanne-Sport     | Suiza   | 1951-1954 |
| Red Star FC           | Francia | 1954-1955 |
| FC Lausanne-Sport     | Suiza   | 1955-1957 |
| Servette FC           | Suiza   | 1957-1958 |
| Olympique de Marsella | Francia | 1958-1960 |
| Stade Français        | Francia | 1960-1963 |
| FC Lausanne-Sport     | Suiza   | 1963-1965 |
| FC Sion               | Suiza   | 1965-1966 |
| BSC Young Boys        | Suiza   | 1966-1967 |
| FC Locarno            | Suiza   | 1967-1969 |
| FC Martigny-Sports    | Suiza   | 1969-1971 |

### Como entrenador
| Club               | País  | Año       |
| ------------------ | ----- | --------- |
| FC Locarno         | Suiza | 1967-1969 |
| FC Martigny-Sports | Suiza | 1969-1971 |

## Palmarés

### Campeonatos nacionales
| Título         | Club              | País  | Año  |
| -------------- | ----------------- | ----- | ---- |
| Copa Suiza     | FC Lausanne-Sport | Suiza | 1964 |
| Nationalliga A | FC Lausanne-Sport | Suiza | 1965 |

### Distinciones individuales
| Distinción                                      | Año  |
| ----------------------------------------------- | ---- |
| Máximo goleador de la Copa de Ferias (ex aequo) | 1958 |